# Flåmsbanan

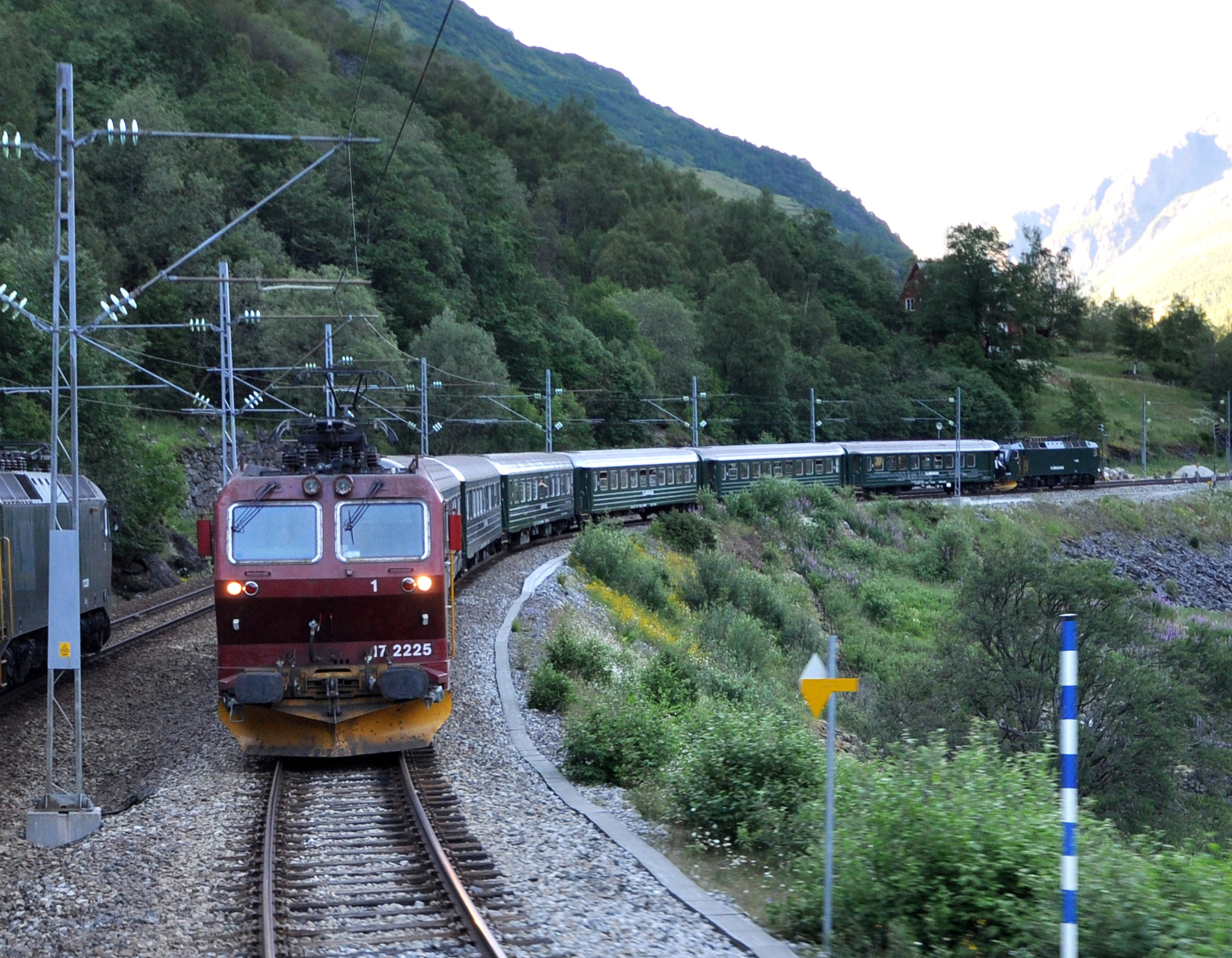
Flåmsbanan vid Berekvam, banans enda mötesstation.

Flåmsbanan (no. Flåmsbana) är en elektrifierad järnväg med omfattande turisttrafik i Vestland fylke i västra Norge. Banan är cirka 20 km lång och går mellan Myrdal (där Bergensbanen ansluter) och Flåm. Höjdskillnaden mellan Myrdal och Flåm är 864 meter och banans största lutning är 55 promille. Det tog cirka 16 år att bygga Flåmsbanan och den blev klar 1940.

## Bilder

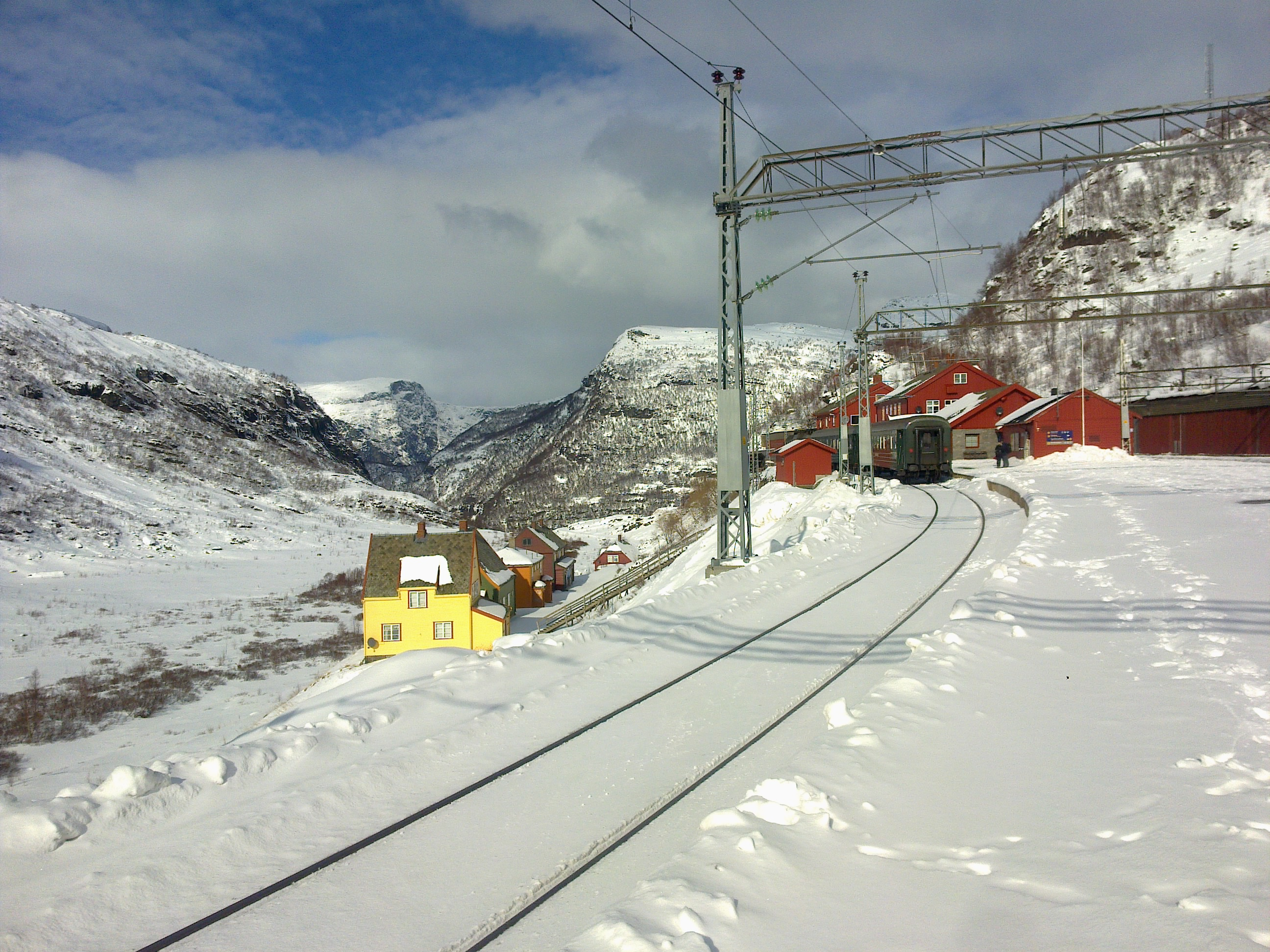
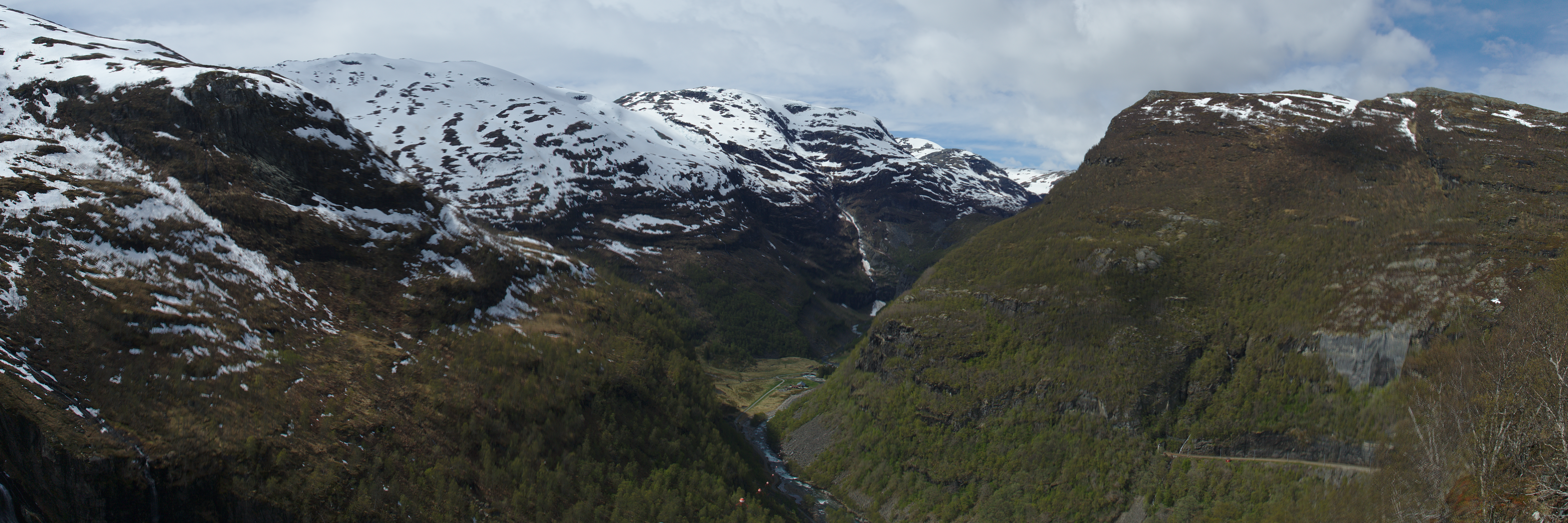
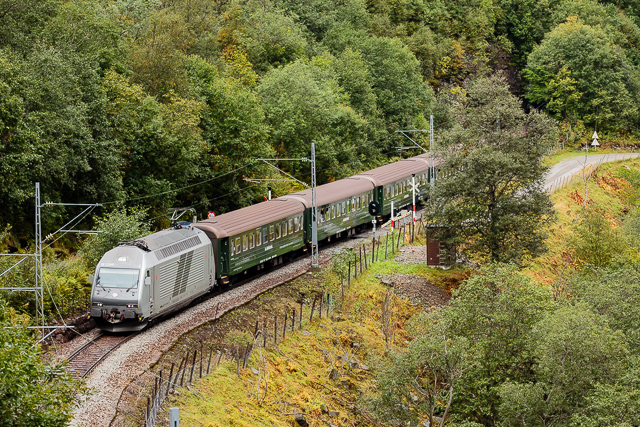
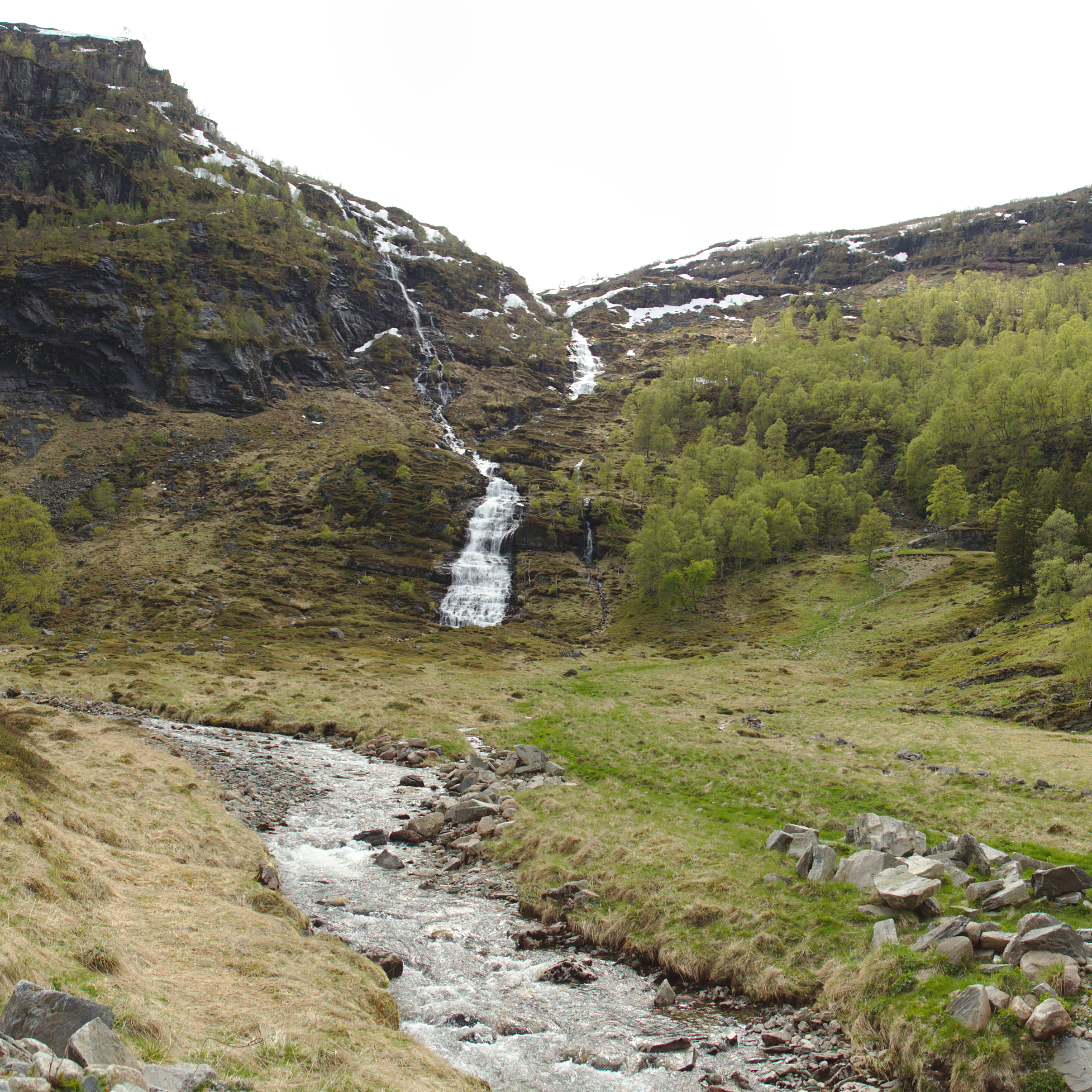
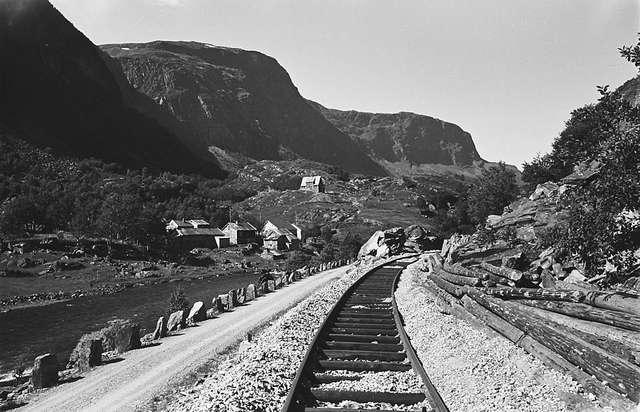
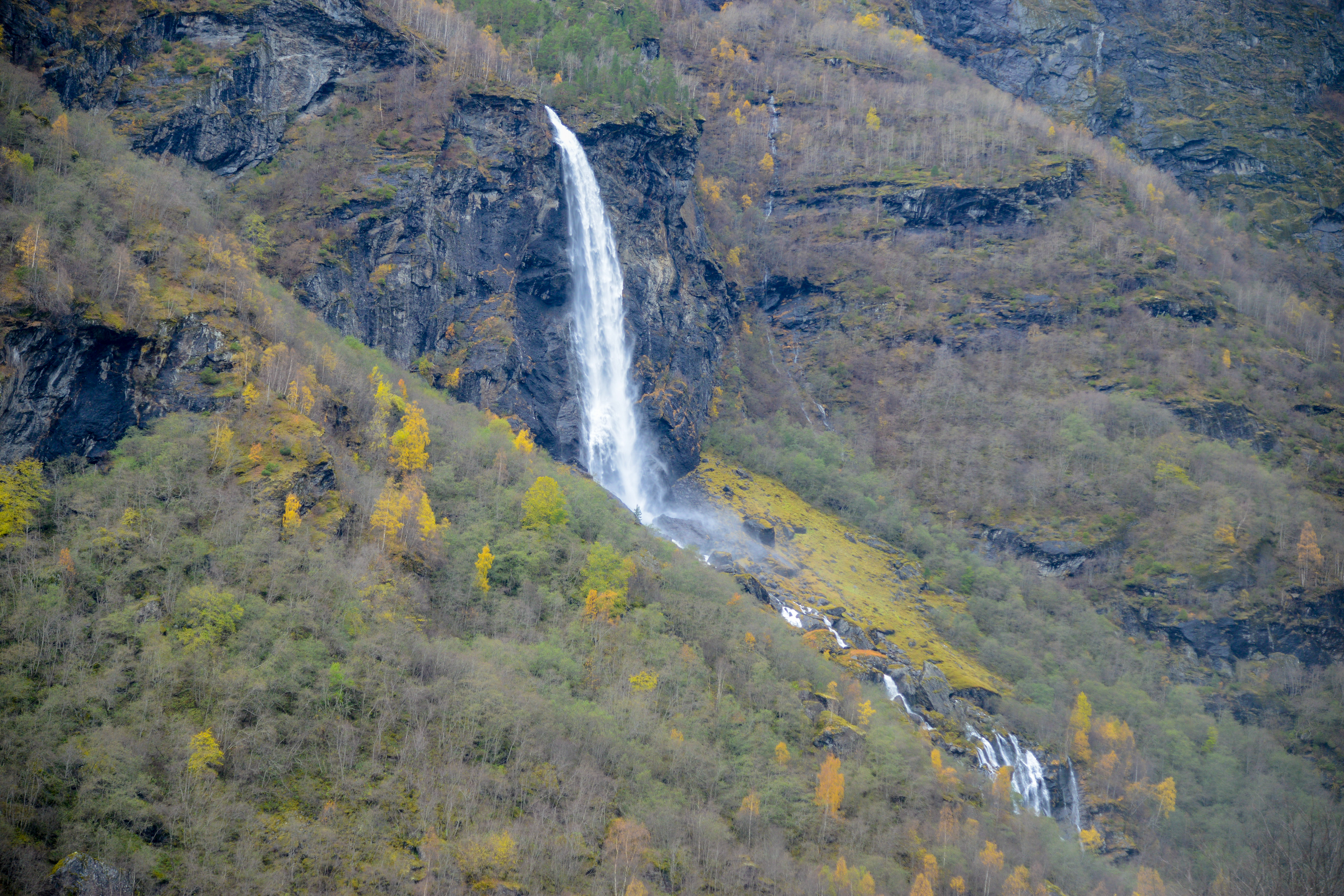
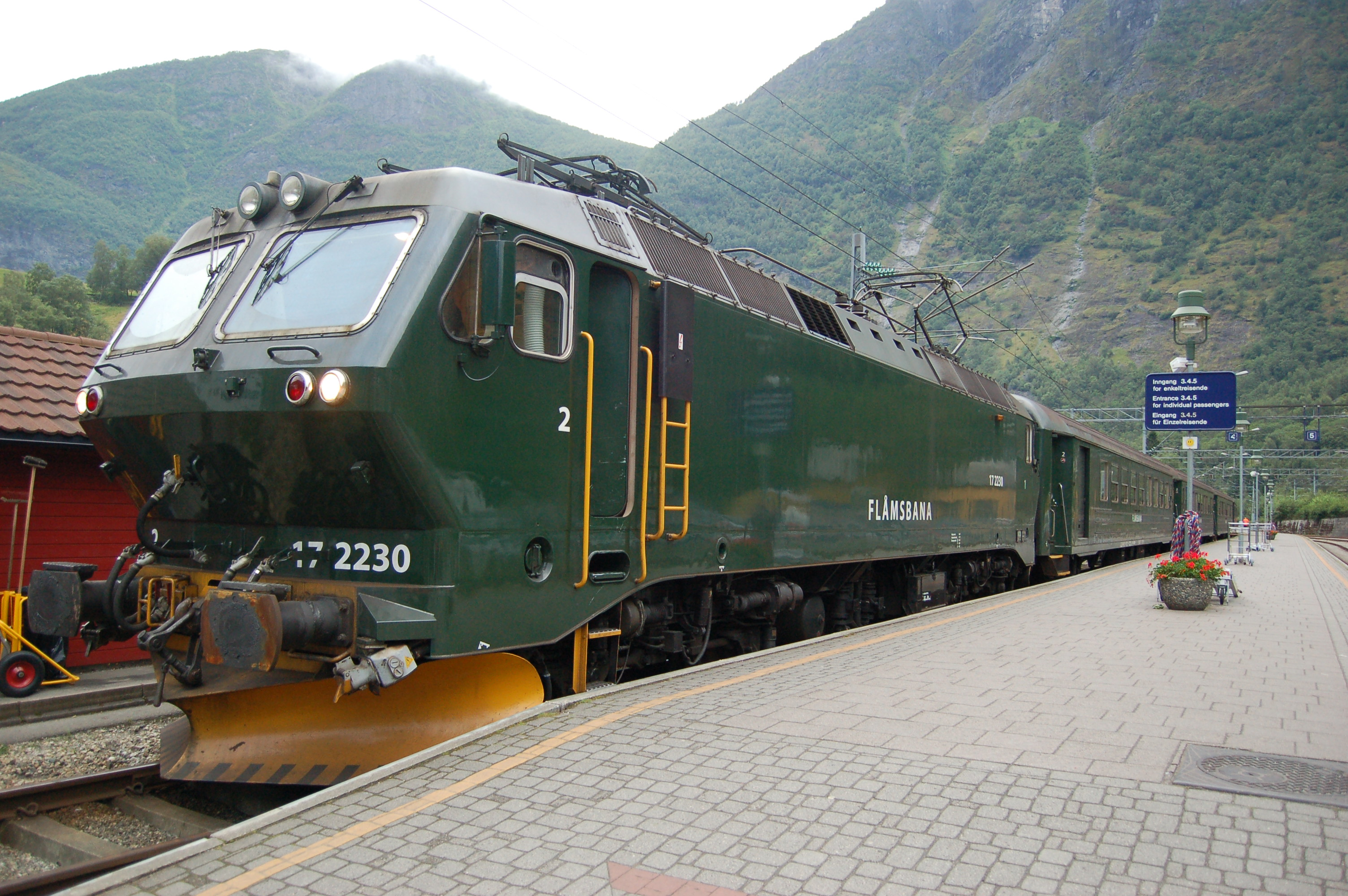
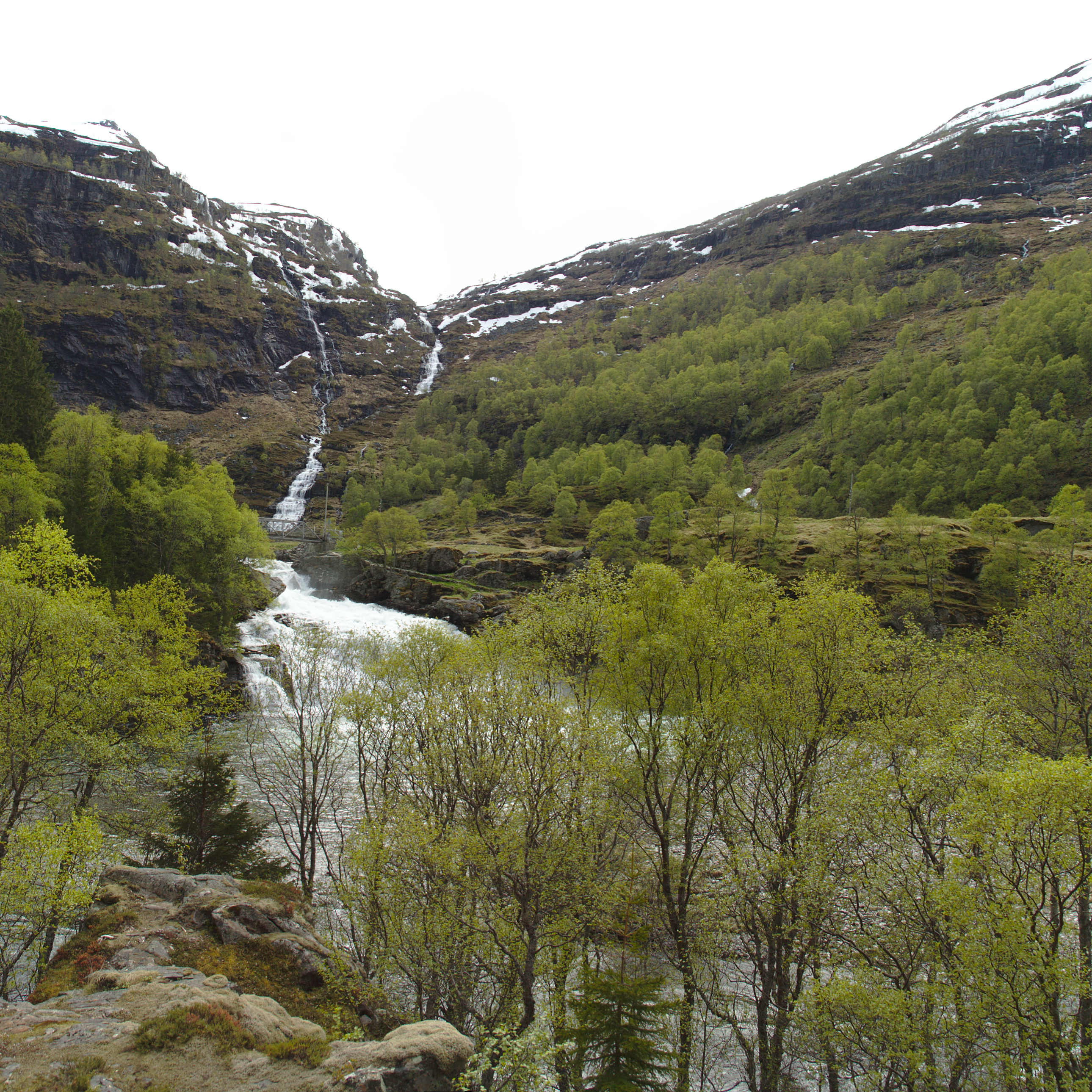
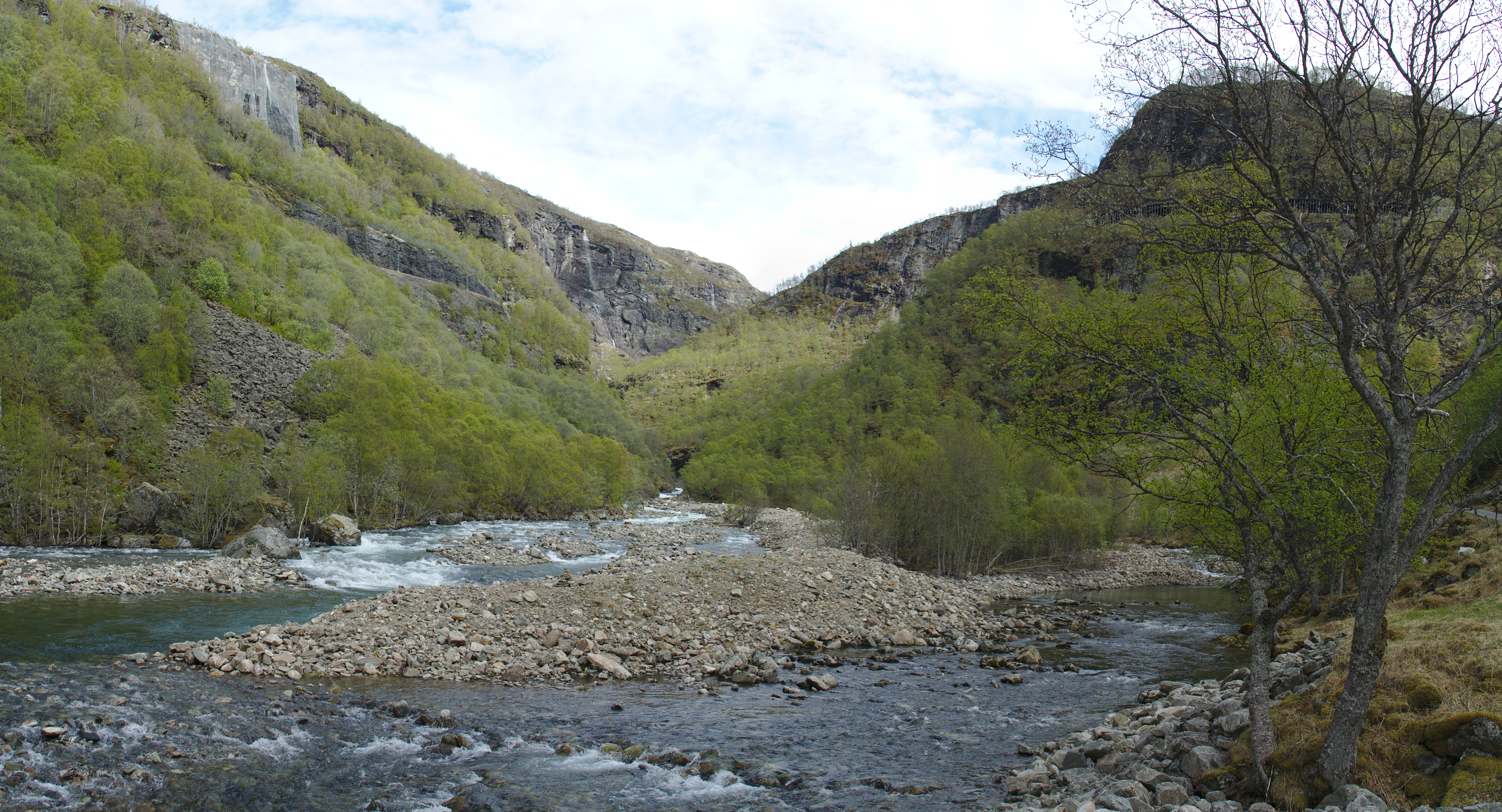